# Meyer Herman Bing

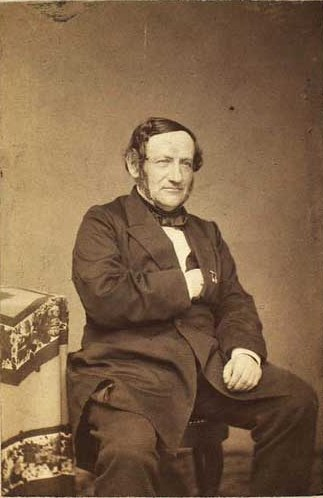
Meyer Herman Bing

Meyer Herman Bing (* 4. Juni 1807 in Kopenhagen; † 15. September 1883 ebenda) war ein dänischer Buchverleger und Unternehmer.
Bing gründete 1853 zusammen mit seinem jüngeren Bruder Jacob Herman Bing und dem Bildhauer Frederik Vilhelm Grøndahl die Porzellanfabrik Bing & Grøndahl in Kopenhagen. Von 1858 bis 1871 war er Stadtrat von Kopenhagen.
Er liegt auf dem Jüdischen Nordfriedhof (Mosaisk Nordre Begravelsesplads) im Kopenhagener Stadtteil Nørrebro begraben.